# نيكولا مولر
نيكولا مولر هو متزلج على الثلوج سويسري، ولد في 25 أبريل 1982 في زيورخ في سويسرا.

## وصلات خارجية
- نيكولا مولر على موقع الاتحاد الدولي للتزلج (ركوب لوح الثلج) (الإنجليزية)
- نيكولا مولر على موقع IMDb (الإنجليزية)
- نيكولا مولر على موقع قاعدة بيانات الفيلم (الإنجليزية)